# Centralplan, Malmö

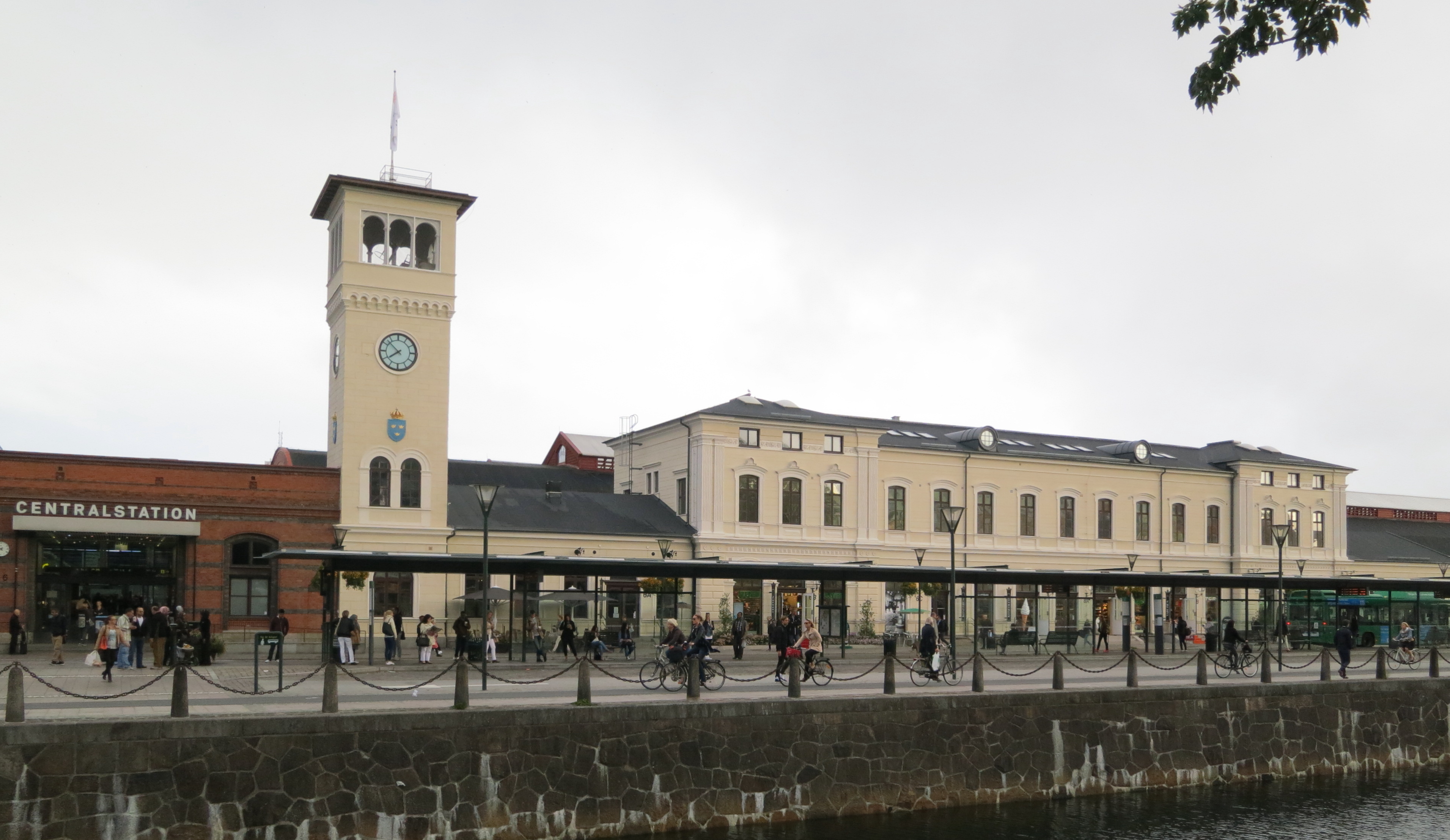
Centralplan

Centralplan är en gata framför Malmö centralstation vilken främst fungerar som knutpunkt för stadens busstrafik.
Gatusträckningen mellan Mälarbron och Vänersbron (från 1938 Petribron) namngavs 1880 som Östra Jernvägsgatan (järnvägen hade invigts 1856). I samband med förberedelserna för Baltiska utställningen 1914 ersattes de två äldre stålbroarna Mälarbron och Vänersbron med nya stenbroar (den sistnämnda fick 1938 namnet Petribron) samtidigt som spårvägstrafiken drogs över nämnda gata (1914–64 linje 3, 1924–57 även linje 1) och året därpå (1915) infördes namnet Centralplan.
År 2003 avslutades en ombyggnad av platsen, vilken i princip innebär att vänstertrafik gäller i denna gata. Vid en omfattande ombyggnad av området söder om Centralstationen, som avslutades 2013, har Centralplan förlängts österut till en ny bro, Centralbron (2009), med anslutning till Prostgatan. Därigenom har även de flesta regionbusslinjer som utgår/passerar Centralen fått hållplatslägen vid Centralplan, från att tidigare ha haft dem på andra sidan kanalen. (Ett av de gamla hållplatslägena används fortfarande av fjärrbussar, flygbussar och stadsbuss 10 mot Malmö Svågertorp via Malmö Hyllie samt att Stadsbuss linje stannar där för endast avstigande. Påstigande som ska resa i riktning mot Kastanjegården använder Centralplan som hållplats.)